# 高野山新田
高野山新田（こうのやましんでん）は、千葉県我孫子市の大字。郵便番号は270-1146。

## 地理
北は高野山、北東は岡発戸、東は岡発戸新田、南東は柏市鷲野谷新田、南は柏市岩井新田、南西は柏市箕輪新田、西は我孫子新田、北西は我孫子に隣接している。

## 世帯数と人口
2017年（平成29年）4月1日現在の世帯数と人口は以下の通りである。
| 大字       | 世帯数 | 人口  |
| ---------- | ------ | ----- |
| 高野山新田 | 42世帯 | 106人 |

## 小・中学校の学区
市立小・中学校に通う場合、学区は以下の通りとなる。
| 番地 | 小学校                 | 中学校                 |
| ---- | ---------------------- | ---------------------- |
| 全域 | 我孫子市立高野山小学校 | 我孫子市立我孫子中学校 |

## 施設
- 滝前自治会館
- 高野山ふれあい市民農園
- 手賀沼遊歩道
- 手賀沼親水公園
  - 水の館
- 千勝神社

## 交通

### 道路
- 主要地方道
  - 千葉県道8号船橋我孫子線
    - 手賀大橋